# Psychotria gibbsiae
Psychotria gibbsiae är en måreväxtart som beskrevs av Spencer Le Marchant Moore. Psychotria gibbsiae ingår i släktet Psychotria och familjen måreväxter. Inga underarter finns listade i Catalogue of Life.